# Holorusia pauliani
Holorusia pauliani är en tvåvingeart som först beskrevs av Alexander 1955.  Holorusia pauliani ingår i släktet Holorusia och familjen storharkrankar.
Artens utbredningsområde är Madagaskar. Inga underarter finns listade i Catalogue of Life.